# 6 Songs (Melvins)
6 Songs è un album del gruppo musicale statunitense Melvins, pubblicato originariamente nel 1986 dalla casa discografica C/Z Records come primo lavoro della band.
Dell'album esistono 4 differenti versioni, che si distinguono sostanzialmente per il numero dei pezzi contenuti al loro interno, che coincidono con il titolo. La prima versione è appunto 6 Songs (1986, vinile), seguita da 8 Songs (1990, vinile), 10 Songs (1990, CD), 26 Songs (2003, CD). I pezzi sono tratti da due sessioni diverse del 1986.
Le tracce dalla numero 1 alla 10 fanno parte dei dischi del 1990 (8-10 Songs), le tracce dalla 11 alla 16 dal vinile originale del 1986. Le tracce dalla 17 alla 19 sono tratte dal singolo Outtakes From First 7 inch del 1986. Le tracce dalla 20 alla 24 sono tratte da registrazioni precedenti mai pubblicate. La traccia 25 (Ever Since My Accident) è tratta dalla compilation Kill Rock Stars, mentre Hugh è una demo mai pubblicata prima. Nella tracklist del CD figurano 26 pezzi, mentre in realtà le tracce 25 e 26 sono unite in un'unica traccia, la 25.

## Formazione
- Buzz Osborne - voce, chitarra
- Matt Lukin - basso, voce
- Dale Crover - batteria

## Tracce
1. Easy As It Was – 2:54
2. Now a Limo – 0:55
3. Grinding Process – 2:37
4. #2 Pencil – 3:08
5. At a Crawl – 3:04
6. Disinvite – 1:22
7. Snake Appeal – 1:39
8. Show Off Your Red Hands – 2:57
9. Over Form Underground – 2:22
10. Cray Fish – 3:06
11. Easy As It Was – 2:39
12. Now a Limo – 0:53
13. Grinding Process – 2:44
14. At a Crawl – 3:13
15. Disinvite – 1:23
16. Snake Appeal – 1:52
17. Set Me Straight – 3:09
18. Show Off Your Red Hands – 2:57
19. #2 Pencil – 3:18
20. Grinding Process – 2:17
21. Snake Appeal – 1:43
22. At A Crawl – 2:52
23. Operation Blessing – 0:45
24. Breakfast on the Sly – 1:51
25. Ever Since My Accident / Hugh – 15:01